# Branchioperla ianstewarti
Branchioperla ianstewarti (лат.) — ископаемый вид веснянок, единственный в составе рода †Branchioperla из семейства †Petroperlidae. Бирманский янтарь (около 99 млн лет, меловой период): Мьянма.

## Этимология
Назван в честь Иэна Стюарта (Ian Stewart, 1938—1985), бывшего участника рок-группы The Rolling Stones.

## Описание
Мелкие веснянки, длина тела около 8 мм. Отличаются следующими признаками: наличие сильно разветвленных нитчатых жаберных пучков сбоку на брюшных сегментах I—VIII. Брюшные сегменты расширены заднелатерально. Субгенитальная пластинка вытянутая.
Вид Branchioperla ianstewarti был впервые описан в 2020 году чешским энтомологом Pavel Sroka (Biology Centre of the Czech Academy of Sciences, Institute of Entomology, Ческе-Будеёвице, Чехия) и немецким палеонтологом Arnold H. Staniczek (Department of Entomology, State Museum of Natural History Stuttgart, Штутгарт, Германия) по материалам из бирманского янтаря. Вид Branchioperla ianstewarti выделен в монотипический род Branchioperla. Вместе с Petroperla mickjaggeri и Lapisperla keithrichardsi, они включены в состав вымершего семейства †Petroperlidae, которое рассматривают в качестве стем-группы инфраотряда Systellognatha.